# Hartmann Münch von Münchenstein
Hartmann Münch von Münchenstein (* vor 1386; † 12. Mai 1424 in Muttenz) war von 1418 bis 1422 Bischof von Basel.

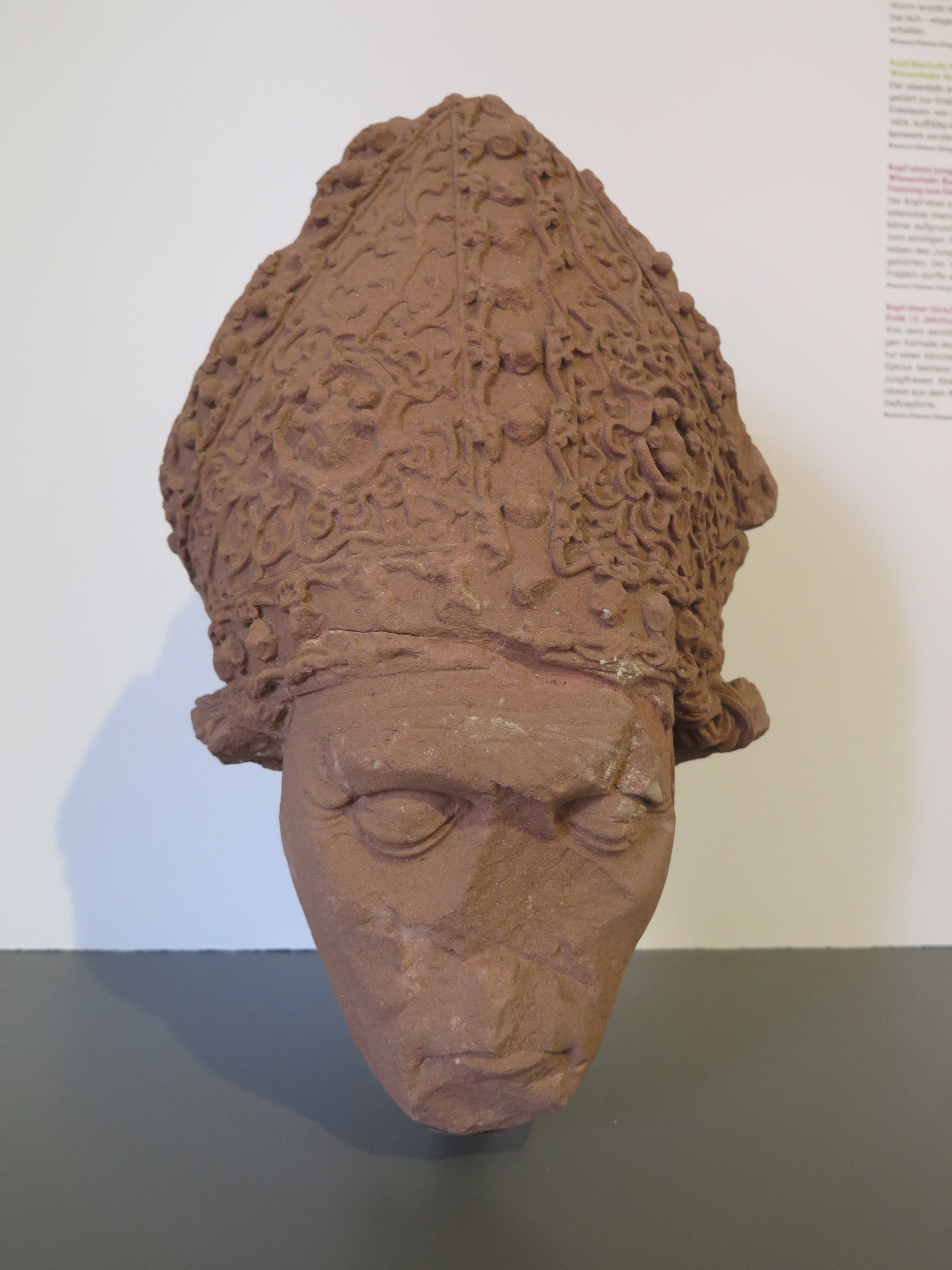
Hartmann Münch von Münchenstein, Bischof von Basel

## Leben
Hartmann entstammte dem Basler Rittergeschlecht der Münch. Er war der jüngste Sohn von Konrad VIII. Münch von Münchenstein und der Katharina von Löwenberg. Er wurde 1386 Propst des Stiftes St. Peter in Basel, 1393 Propst von Moutier-Grandval. Im Jahr 1390 wurde er Domherr in Basel, 1400 Domkantor. Im April 1418 wurde er vom Basler Domkapitel  zum Bischof gewählt, die Bestätigung und Weihe durch Papst Martin V. erfolgte am 2. September. Da Hartmann bei Amtsantritt schon in fortgeschrittenem Alter war, liess er sich in den Amtsgeschäften meist von seinem Neffen dem Domkustos Johann Thüring Münch und durch Hans von Flachsland vertreten. Hartmann trat am 24. September 1422 zurück. Nach seinem Tod wurde er im Basler Münster beigesetzt.